# Jenniffer Kae
 (mai 2018).
Jenniffer Kae, de son vrai nom Jenniffer-Marie Kästel, née le 1er juin 1987 à Königsau en Allemagne, est une auteur-compositeur-interprète et chanteuse allemande, d'origine semi-philippine.

## Carrière professionnelle
Jenniffer Kästel est née dans une famille d'artistes et a été très tôt en contact avec la musique et le chant. Son style musical combine soul, pop, R&B et gospel.
En 2002, elle a participé au casting Teenstar et s'est qualifiée pour les demi-finales. En 2003, elle a également participé à l'émission de casting Star Search (Sat.1) (catégorie Music Act de 10 à 15 ans) et a pu se qualifier pour les demi-finales.
En tant que membre de Star Search - The Kids, elle s'est classée cinquième dans les charts allemands avec le single Smile le 7 septembre 2003. Le successeur unique Mother, enregistré avec Siegert, ne pouvait plus suivre ce succès.
Leur producteur est Peter Hoffmann (connu sous le nom de découvreur du groupe Tokio Hotel) en collaboration avec les producteurs britanniques Steve Chrisanthou, John Beck et Paul McKendrick. C'est ainsi que le premier album Faithfully a vu le jour en Allemagne et en Grande-Bretagne. L'album est sorti le 16 mai 2008 chez Warner Music/Starwatch. Le premier single, Little White Lies, est sorti une semaine plus tôt, le 9 mai 2008, le single et l'album sont sortis à la télévision le 13 mai 2008 et le 18 mai 2008 sur l'émission Nur die Liebe zählt de Jenniffer Kae.
Le 24 octobre 2008, le deuxième single de Jenniffer Kae, Do You Love Me ? est sorti chez la chanteuse pop suédoise Amanda Jenssen. La chanson a été utilisée par Pro7 à des fins de promotion de la série télévisée Pushing Daisies. En Allemagne, Jenniffer Kae est immédiatement entré dans le Top 50. Fin octobre, Jenniffer Kae a commencé sa tournée de clubs, où elle a pu être vue en direct à Cologne, Berlin et Hambourg.
De 2012 à 2013, elle a fait partie du jury de l'émission Dein Song des Fernsehsenders. Elle travaille également comme choriste pour Johannes Oerding, Cro et Lena Meyer-Landrut, entre autres.

## Discographie

### Album studio
- 2008 : Faithfully

### Singles
- 2008 : Little White Lies
- 2008 : Do You Love Me

### EP
- 2014 : Eyes Open Wide[1]

### Featurings
- 2009 : Wonderful to Me (Feat Myron)